# Tournoi de tennis de Zhuhai
Le tournoi de Zhuhai est un tournoi international de tennis féminin et masculin des circuits professionnels ITF Women's Circuit, Challenger et ATP. Il a lieu tous les ans à Zhuhai, en Chine. Il a été créé en 2015 et se joue sur dur extérieur.

## Palmarès ATP messieurs

### Simple
| No | Date       | Nom et lieu du tournoi                         | Catégorie                                           | Dotation                                            | Surface                                             | Vainqueur                                           | Finaliste                                           | Score                                               |                                                     |
| -- | ---------- | ---------------------------------------------- | --------------------------------------------------- | --------------------------------------------------- | --------------------------------------------------- | --------------------------------------------------- | --------------------------------------------------- | --------------------------------------------------- | --------------------------------------------------- |
| 1  | 23-09-2019 | Huajin Securities Zhuhai Championships, Zhuhai | ATP 250                                             | 931 355 $                                           | Dur (ext.)                                          | Alex de Minaur                                      | Adrian Mannarino                                    | 7-64, 6-4                                           | Tableau                                             |
| –  | 2020-2022  | Huajin Securities Zhuhai Championships         | Tournoi annulé à cause de la pandémie à coronavirus | Tournoi annulé à cause de la pandémie à coronavirus | Tournoi annulé à cause de la pandémie à coronavirus | Tournoi annulé à cause de la pandémie à coronavirus | Tournoi annulé à cause de la pandémie à coronavirus | Tournoi annulé à cause de la pandémie à coronavirus | Tournoi annulé à cause de la pandémie à coronavirus |
| 2  | 20-09-2023 | Huafa Properties Zhuhai Championships, Zhuhai  | ATP 250                                             | 981 785 $                                           | Dur (ext.)                                          | Karen Khachanov                                     | Yoshihito Nishioka                                  | 7-62, 6-1                                           | Tableau                                             |

### Double
| No | Date       | Nom et lieu du tournoi                              | Catégorie                                           | Dotation                                            | Surface                                             | Vainqueurs                                          | Finalistes                                          | Score                                               |                                                     |
| -- | ---------- | --------------------------------------------------- | --------------------------------------------------- | --------------------------------------------------- | --------------------------------------------------- | --------------------------------------------------- | --------------------------------------------------- | --------------------------------------------------- | --------------------------------------------------- |
| 1  | 23-09-2019 | Huajin Securities Zhuhai Championships, Zhuhai      | ATP 250                                             | 931 355 $                                           | Dur (ext.)                                          | Sander Gillé Joran Vliegen                          | Marcelo Demoliner Matwé Middelkoop                  | 7-62, 7-64                                          | Tableau                                             |
| –  | 2020-2022  | Tournoi annulé à cause de la pandémie à coronavirus | Tournoi annulé à cause de la pandémie à coronavirus | Tournoi annulé à cause de la pandémie à coronavirus | Tournoi annulé à cause de la pandémie à coronavirus | Tournoi annulé à cause de la pandémie à coronavirus | Tournoi annulé à cause de la pandémie à coronavirus | Tournoi annulé à cause de la pandémie à coronavirus | Tournoi annulé à cause de la pandémie à coronavirus |
| 2  | 20-09-2023 | Huafa Properties Zhuhai Championships, Zhuhai       | ATP 250                                             | 981 785 $                                           | Dur (ext.)                                          | Jamie Murray Michael Venus                          | Nathaniel Lammons Jackson Withrow                   | 6-4, 6-4                                            | Tableau                                             |

## Palmarès Challenger messieurs

### Simple
| Année | Dotation    | Vainqueur           | Finaliste         | Score          |
| ----- | ----------- | ------------------- | ----------------- | -------------- |
| 2016  | 50 000 $ +H | Thomas Fabbiano     | Zhang Ze          | 5-7, 6-1, 6-3  |
| 2017  | 50 000 $ +H | Evgeny Donskoy      | Thomas Fabbiano   | 6-3, 6-4       |
| 2018  | 75 000 $    | Alex Bolt           | Hubert Hurkacz    | 5-7, 7-64, 6-2 |
| 2019  | 54 160 $    | Enrique López Pérez | Evgeny Karlovskiy | 6-1, 6-4       |

### Double
| Année | Vainqueurs                   | Finalistes                     | Score            |
| ----- | ---------------------------- | ------------------------------ | ---------------- |
| 2016  | Gong Maoxin Yi Chu-huan      | Hsieh Cheng-peng Wu Di         | 2-6, 6-1, [10-5] |
| 2017  | Gong Maoxin Zhang Ze         | Ruan Roelofse Yi Chu-huan      | 6-3, 7-64        |
| 2018  | Denys Molchanov Igor Zelenay | Aliaksandr Bury Peng Hsien-yin | 7-5, 7-64        |
| 2019  | Gong Maoxin Zhang Ze         | Max Purcell Luke Saville       | 6-4, 6-4         |

## Palmarès dames

### Simple
| Année | Dotation | Vainqueur        | Finaliste     | Score          |
| ----- | -------- | ---------------- | ------------- | -------------- |
| 2015  | 50 000 $ | Chang Kai-chen   | Zhang Yuxuan  | 4-6, 6-1, 7-60 |
| 2016  | 50 000 $ | Olga Govortsova  | İpek Soylu    | 6-1, 6-2       |
| 2017  | 60 000 $ | Denisa Allertová | Zheng Saisai  | 6-3, 2-6, 6-4  |
| 2018  | 60 000 $ | Maryna Zanevska  | Marta Kostyuk | 6-2, 6-4       |

### Double
| Année | Vainqueurs                       | Finalistes                           | Score            |
| ----- | -------------------------------- | ------------------------------------ | ---------------- |
| 2015  | Xu Shilin You Xiaodi             | Irina Khromacheva Emily Webley-Smith | 3-6, 6-2, [10-4] |
| 2016  | Ankita Raina Emily Webley-Smith  | Guo Hanyu Jiang Xinyu                | 6-4, 6-4         |
| 2017  | Lesley Kerkhove Lidziya Marozava | Lyudmyla Kichenok Nadiia Kichenok    | 6-4, 6-2         |
| 2018  | Anna Blinkova Lesley Kerkhove    | Nao Hibino Danka Kovinić             | 7-5, 6-4         |